# Rohat Alakom
Rohat Alakom, född  den 13 maj 1955 i norra Kurdistan i Turkiet, är en svensk författare. Han är bosatt i Skarpnäck i Stockholm.

## Biografi
Alakom har författat ett tiotal böcker på kurdiska, svenska och turkiska. Dessutom har han skrivit många artiklar i olika kurdiska tidningar och tidskrifter. Den populärvetenskapliga Svensk-kurdiska kontakter under tusen år är Alakoms första bok på svenska.